# 國際捕鯨管制公約

該公約共有88個成員國

《國際捕鯨管制公約》（International Convention for the Regulation of Whaling）是1946年簽署的一份環境公約，目的是保護鯨類並維持捕鯨業的可持續發展。國際捕鯨委員會依照此公約建立。
1946年12月2日，該公約由15國於華盛頓特區簽署，1948年11月10日正式生效。

## 成員
該公約共有88個成員國，創始成員為阿根廷、澳大利亞、巴西、加拿大、智利、丹麥、法國、荷蘭、新西蘭、挪威、秘魯、南非、蘇聯、英國和美國。

### 退出者
共有10國退出了該公約。這包括加拿大、埃及、希臘、牙買加、毛里求斯、菲律賓、塞舌爾、危地马拉、委內瑞拉和日本。此外，伯利茲、巴西、多米尼加、厄瓜多爾、冰島、新西蘭和巴拿馬都曾一度退出該公約。荷蘭、挪威和瑞典曾兩度退出該公約。

## 南極捕鯨案
国际法院在2014年就澳大利亚和新西蘭诉日本的《南极捕鲸案》做出判決，同意澳大利亚和新西兰的說法，即日本的科研捕鲸實際上不是科研捕鯨。國際法院命令日本撤回所有未发放的科研许可。其依據即日本捕鯨雖然滿足《国际捕鲸管制公约附录》第30款，但不滿足《国际捕鲸管制公约》第八条第1款。